# Blues in the Closet
Blues in the Closet – album muzyczny amerykańskiego pianisty jazzowego Tommy’ego Flanagana nagrany wspólnie z basistą Ronem Carterem i perkusistą Tonym Williamsem jako The Master Trio. Materiał muzyczny zarejestrowany został podczas dwóch sesji: 16 i 17 czerwca 1983. LP został wydany w 1983 przez japońską wytwórnię Baybridge Records. Z nagrań dokonanych wtedy w A & R Studio w Nowym Jorku powstała jeszcze jedna płyta: The Master Trio. Zawartość obu tych albumów wydano później na jednym CD zatytułowanym The Trio.

## Muzycy
- Tommy Flanagan – fortepian
- Ron Carter – kontrabas
- Tony Williams – perkusja

## Lista utworów
| 1. | "Good Bait" (Count Basie, Tadd Dameron)            |  |
|    |                                                    |  |
| 2. | "Afternoon in Paris" (John Lewis)                  |  |
|    |                                                    |  |
| 3. | "Giant Steps" (John Coltrane)                      |  |
|    |                                                    |  |
| 4. | "Blues in the Closet" (Oscar Pettiford)            |  |
|    |                                                    |  |
| 5. | "Sister Cheryl" (Tony Williams)                    |  |
|    |                                                    |  |
| 6. | "My Ship"                                          |  |
|    |                                                    |  |
| 7. | "Moose the Mooche" (Johnny Mercer, Charlie Parker) |  |
|    |                                                    |  |